# На Сан Ги
На Сан Ги (кор. 나상기; 5 мая 1927 года — 27 апреля 1989 года) — архитектор Республики Корея. Он долго работал профессором в университете Хонъик, проектировал башню Пусан Тауэр, Сеульский большой детский парк, Сеульский большой парк и т. д.